# روب نجوين
روب نجوين (بالإنجليزية: Rob Nguyen)‏ هو سائق سباق أسترالي، ولد في 18 أغسطس 1980 في بريزبان في أستراليا.

## روابط خارجية
- روب نجوين على موقع DriverDB.com (الإنجليزية)